# Loxoconcha adriatica
Loxoconcha adriatica is een mosselkreeftjessoort uit de familie van de Loxoconchidae. De wetenschappelijke naam van de soort is voor het eerst geldig gepubliceerd in 1942 door Klie.